# یانوش تستس

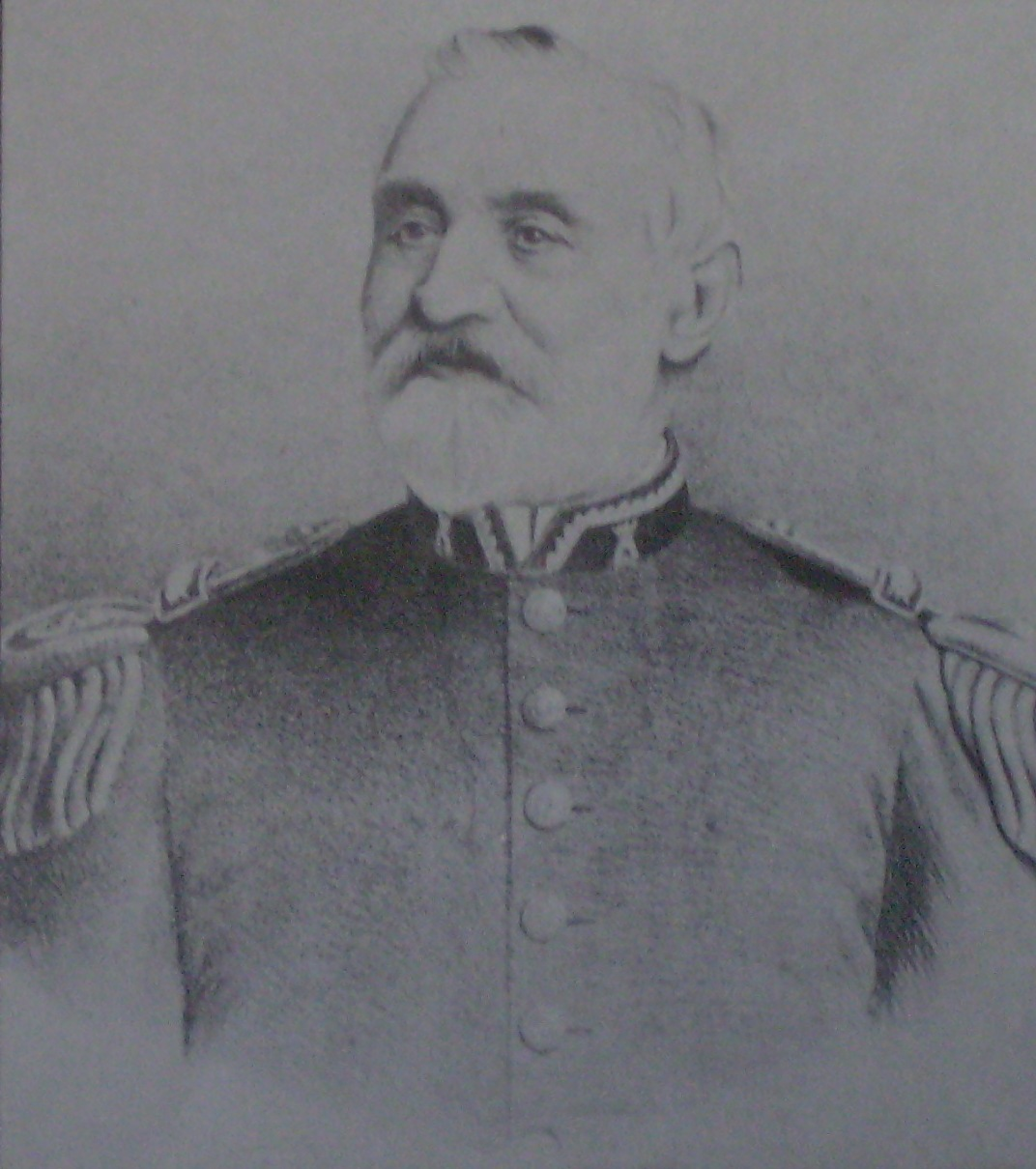

یانوش (مجاری: János Czetz)؛ هوهانس تسِتسیان ارمنی: Հովհաննես Ցեցյան؛ زاده ۸ ژوئن ۱۸۲۲ – درگذشته ۶ سپتامبر ۱۹۰۴) مبارز آزادی‌خواهی ارمنی‌تبار اهل مجارستان، فرمانده نظامی در جریان انقلاب ۱۸۴۸ مجارستان و سازمان‌دهنده نخستین آکادمی نظامی آرژانتین بود.

## زندگی‌نامه
وی در ۸ ژوئن ۱۸۲۲ در امپراتوری هابسبورگ به دنیا آمد. از سال ۱۸۷۰ یکی از سازمان‌دهندگان اصلی و نخستین رئیس آکادمی نظامی ملی بود. وی در ۶ سپتامبر ۱۹۰۴ در سن ۸۲ سالگی در بوئنوس آیرس درگذشت و در آرامگاه رکوله‌تا به خاک سپرده شد.